# Miss XV
Miss XV est une telenovela mexicaine diffusée en 2012 par Canal 5 (Televisa) et Nickelodeon Amérique latine.

## Synopsis
Valentina (Paulina Goto) et Natalia (Natasha Dupeyrón) sont "Best Friends Forever" (BFF) aussi longtemps qu'elles se souviennent. Elles sont nées le même jour et à la même heure. Elles étudient à la GreenLand School, elles ont 14 ans et le rêve de Valentina est de fêter ses 15 ans et que Nico (Yago Muñoz), le garçon qu'elle aime soit son petit ami, tandis que Natalia ne rêve pas de la même chose car elle souhaite voyager avec ses parents. Au cours de leur aventure, Natalia et Valentina se battront pour organiser leur fête de 15 ans. Il y aura des gens qui leur rendront la vie impossible, comme Leonora (Macarena Achaga) qui est amoureuse de Nico et fera tout son possible pour qu'il l'écoute et laisse Valentina, rendant ainsi sa vie impossible, et rejoignant Alexis ( Eleazar Gómez) un garçon sexy et qui fera tout son possible pour faire de Valentina sa petite amie, en particulier pour nourrir son ego en conquérant la fille qui dit le détester. Et le frère de Valentina, Eddy (Jack Duarte) est amoureux de Natalia et elle de lui. Malgré leurs différences et leurs rivalités, ils vivront des aventures ensemble et formeront un groupe de musique appelé Eme 15.

## Distribution
- Paulina Goto : Valentina Contreras de los Monteros
- Natasha Dupeyrón : Natalia D'Acosta
- Yago Muñoz : Nicolás "Niko" Pérez Palacios
- Jack Duarte : Eduardo "Eddy" Contreras de los Monteros
- Eleazar Gómez : Alejandro "Alexis" Reyes Méndez
- Macarena Achaga : Leonora Martínez
- Gabriela Platas : Marina D'Acosta
- Raquel Garza : Catalina de los Monteros y Galicia de García de Contreras
- Verónica Jaspeado : Margarita Ramona "Magos" Contreras
- Sergio DeFassio : Rómulo Pedraza Sotelo
- Amairani : Juana Palacios
- Reynaldo Rossano : Quirino Contreras
- Ignacio Cassano : Sebastián D'Acosta
- Beatriz Moreno : Teodora Cuevas
- Antonio De Carlo : Arístides Reyes
- Oswaldo Zárate : Dosberto
- Fuzz : Lula López
- Pamela Ruz : Renata Espejo
- Natalia Sainz : Tania
- Paola Torres : Fanny
- José Eduardo Derbez : Patricio "Pato"
- Mariana Quiroz : Daniela "Manzanita" Contreras de los Monteros
- Lourdes Canale : Doña Filomena "Filo"
- Charly Rey : Camilo
- Araceli Mali

## Diffusion internationale
| Pays                   | Chaîne                      | Titre   | Série première |
| ---------------------- | --------------------------- | ------- | -------------- |
| Argentine              | Nickelodeon Amérique latine | Miss XV | 16 avril 2012  |
| Chili                  | Nickelodeon Amérique latine | Miss XV | 16 avril 2012  |
| Colombie               | Nickelodeon Amérique latine | Miss XV | 16 avril 2012  |
| Costa Rica             | Nickelodeon Amérique latine | Miss XV | 16 avril 2012  |
| Équateur               | Nickelodeon Amérique latine | Miss XV | 16 avril 2012  |
| Guatemala              | Nickelodeon Amérique latine | Miss XV | 16 avril 2012  |
| Mexique                | Nickelodeon Amérique latine | Miss XV | 16 avril 2012  |
| Panama                 | Nickelodeon Amérique latine | Miss XV | 16 avril 2012  |
| Paraguay               | Nickelodeon Amérique latine | Miss XV | 16 avril 2012  |
| République dominicaine | Nickelodeon Amérique latine | Miss XV | 16 avril 2012  |
| Uruguay                | Nickelodeon Amérique latine | Miss XV | 16 avril 2012  |
| Venezuela              | Nickelodeon Amérique latine | Miss XV | 16 avril 2012  |
| Pérou                  | Nickelodeon Amérique latine | Miss XV | 16 avril 2012  |
| Mexique                | Canal 5 (Televisa)          | Miss XV | 14 mai 2012    |

### Sources
- (en) Cet article est partiellement ou en totalité issu de l’article de Wikipédia en anglais intitulé « Miss XV » (voir la liste des auteurs).